# لن يحدث مجددا

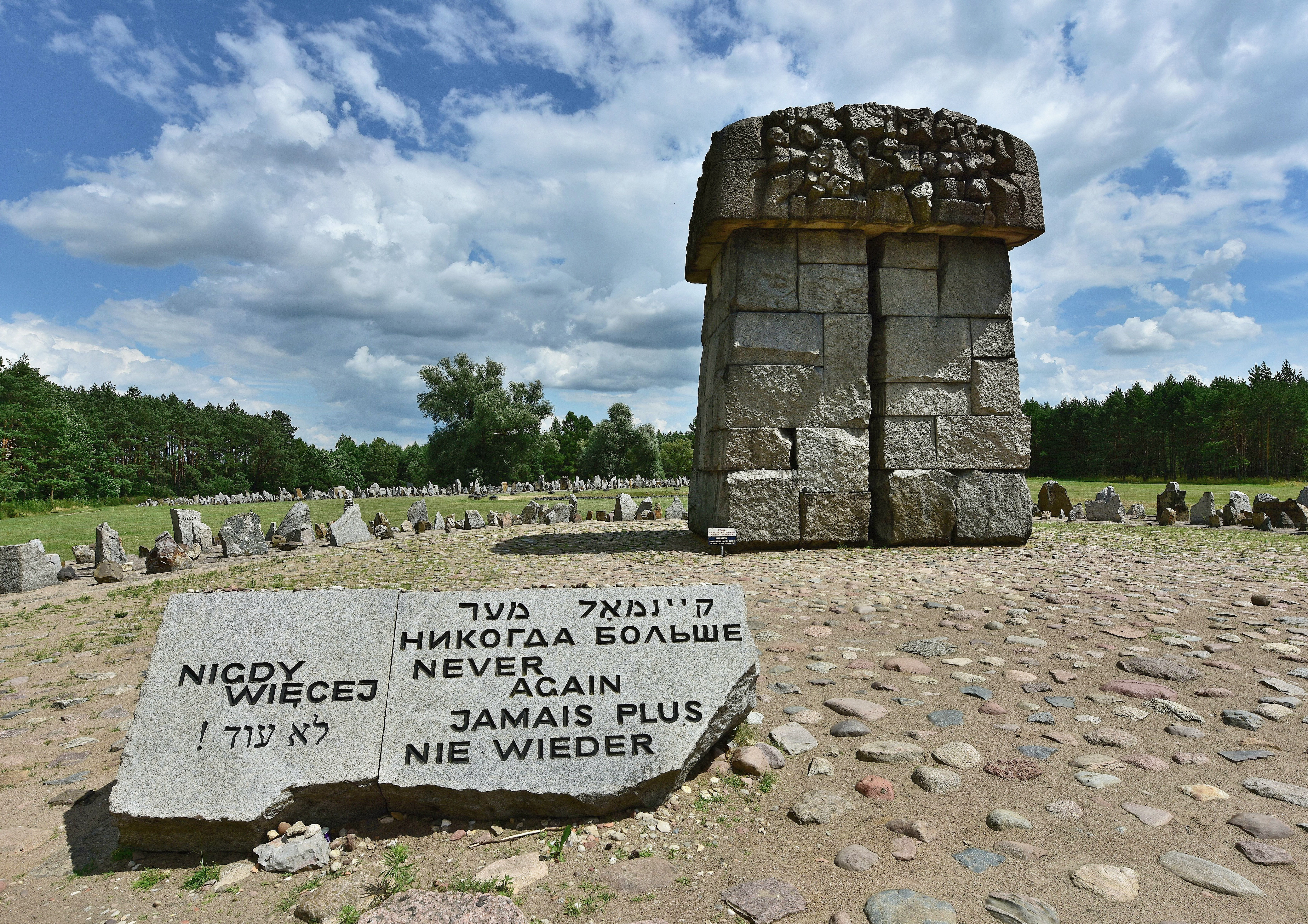
نصب تذكاري متعدد اللغات "لن يعود مرة أخرى" في معسكر إبادة تريبلينكا

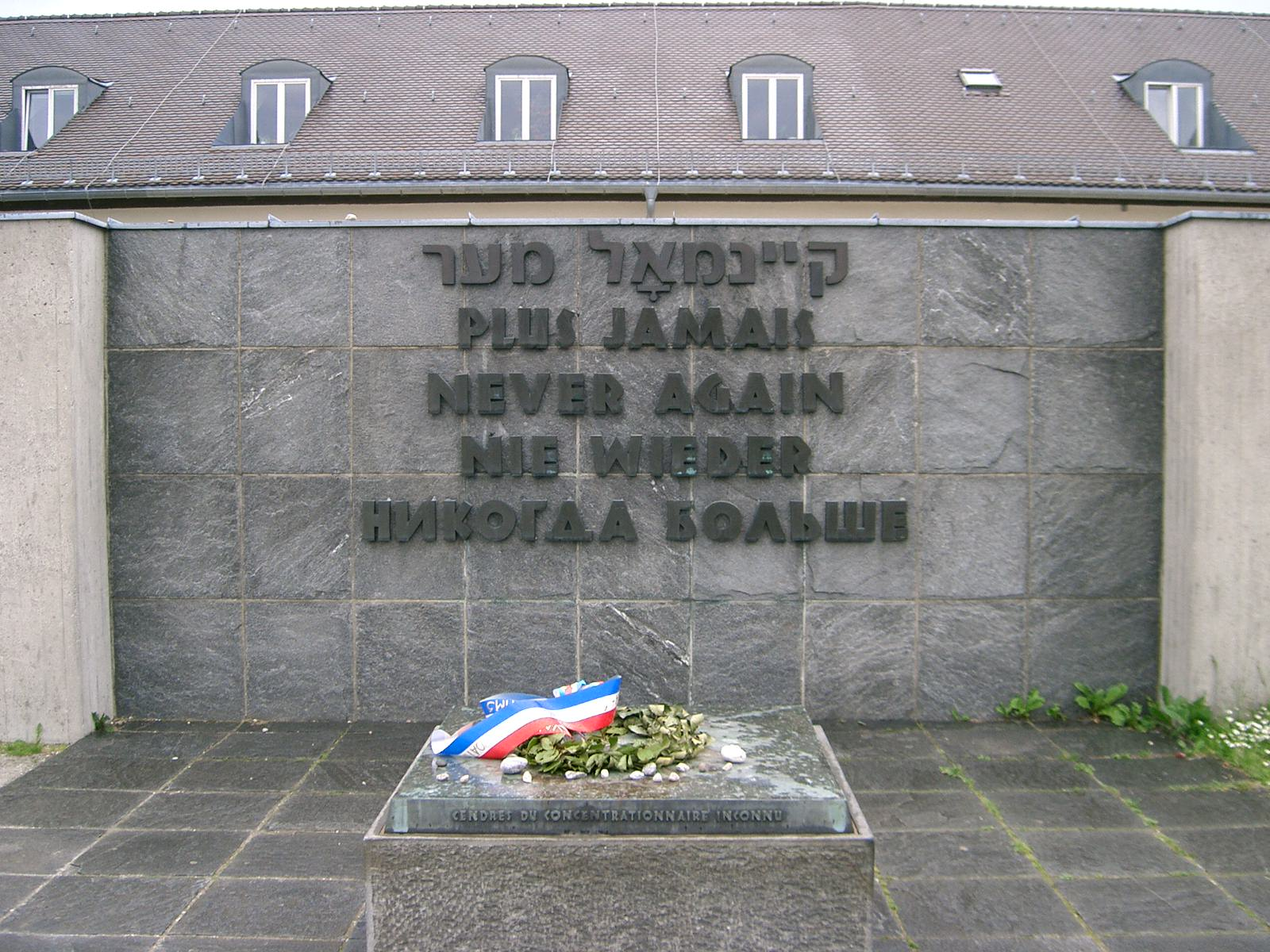
نصب تذكاري متعدد اللغات "لن يعود مرة أخرى" في محتشد اعتقال داخاو

عبارة «لن يحدث مجددا» عبارة أو شعار مرتبط بمحرقة اليهود والإبادة الجماعية الأخرى. قد تنبع العبارة من قصيدة 1927 التي كتبها إسحاق لامدان والتي تقول «لن تسقط مسعدة (موقع تحصين بناه هيردوس) مرة أخرى!» في سياق الإبادة الجماعية، تم استخدام الشعار من قبل السجناء المحررين في محتشد اعتقال بوخينفالد للتعبير عن المشاعر المعادية للفاشية. يتم مناقشة المعنى الدقيق لهذه العبارة، بما في ذلك ما إذا كان ينبغي استخدامها كقيادة خاصة لتفادي حدوث محرقة ثانية لليهود أو ما إذا كانت أمرًا عالميًا لمنع جميع أشكال الإبادة الجماعية. تم تبنيه كشعار من قبل رابطة الدفاع اليهودية مئير كهانا واستخدمت لتبرير أعمال الإرهاب ضد أعداء اليهود المتصورين.
تستخدم هذه العبارة على نطاق واسع من قبل السياسيين والكتاب وتظهر أيضًا في العديد من النصب التذكارية للمحرقة. ومع ذلك، لاحظ بعض المعلقين أن العبارة فارغة أو مفرطة الاستخدام ولا تعكس واقع الإبادة الجماعية المتعددة التي حدثت منذ المحرقة. كما تم تخصيصه كشعار سياسي لأسباب أخرى، من إحياء ذكرى انقلاب الأرجنتين عام 1976 ، وتعزيز السيطرة على الأسلحة أو حقوق الإجهاض، وكأمر لمحاربة الإرهاب بعد هجمات 11 سبتمبر.

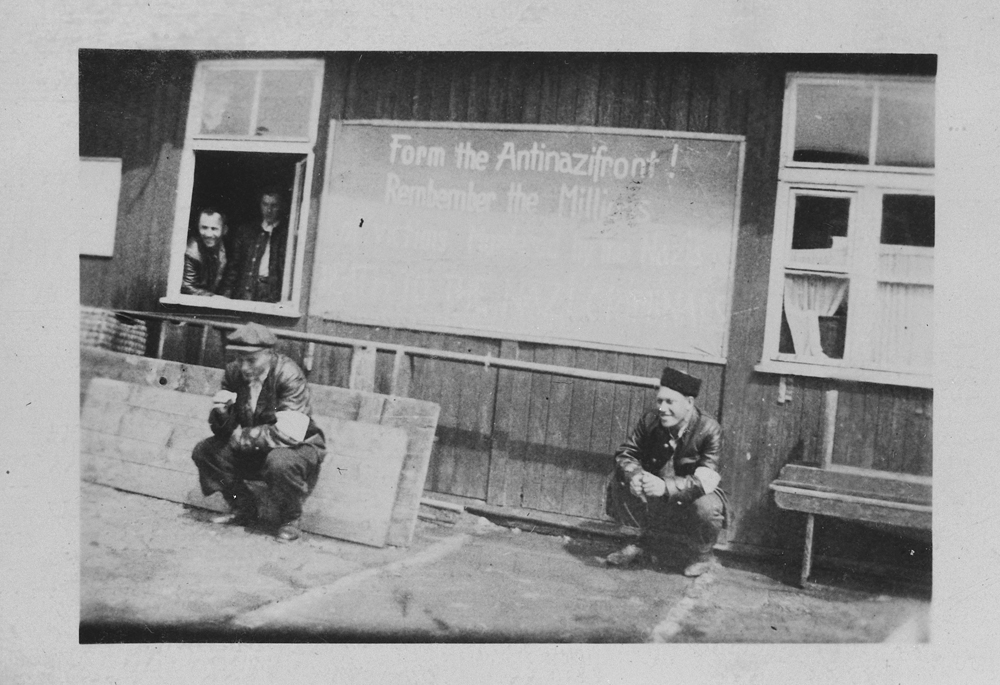
أثناء تحرير بوخنوالد ، تشير لافتة إلى «تشكيل جبهة Antinazifront! تذكر الملايين من الضحايا الذين قتلوا على يد النازيين / وفاة المجرمين النازيين»

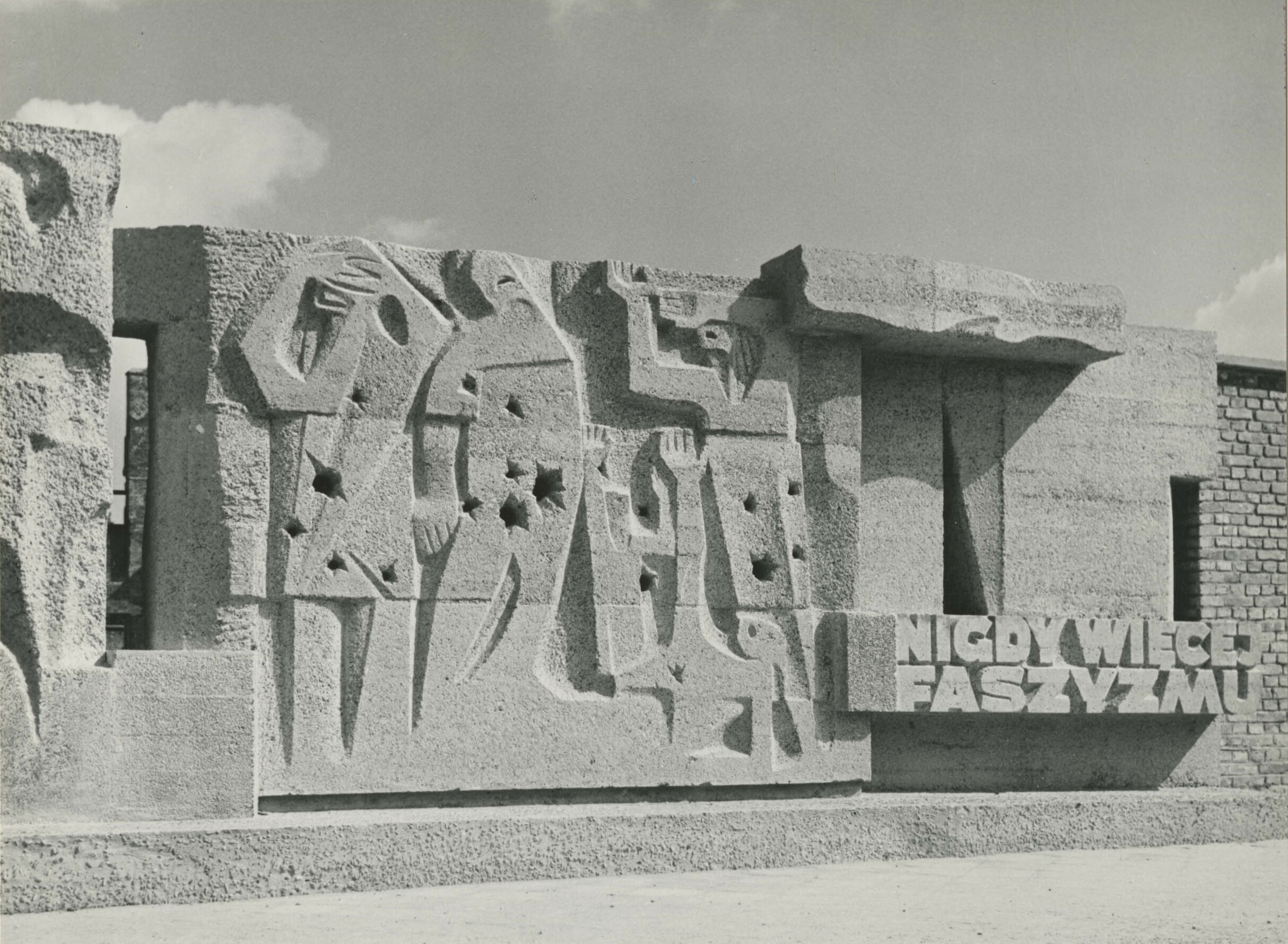
النصب التذكاري لسجن Radogoszcz في لودز يقول "Nigdy więcej faszyzmu" (لم تكن الفاشية مرة أخرى)

شعار «لن تسقط مسعدة مرة أخرى!» مأخوذة من قصيدة ملحمية عام 1927، مسعدة ، لإسحاق لامدان. تدور القصيدة حول حصار مسعدة، حيث صمدت مجموعة من المتمردين اليهود (Sicarii) ضد الجيوش الرومانية، ووفقًا للأسطورة، انتحرت جماعيًا بدلاً من أسرها. في الصهيونية، أصبحت قصة مسعدة أسطورة وطنية وتم الإشادة بها كمثال على البطولة اليهودية. تعتبر واحدة من أهم الأمثلة على أدب ييشوف المبكر، حقق مسعدة شعبية هائلة بين الصهاينة في أرض إسرائيل وفي الشتات اليهودي. أصبحت مسعدة جزءًا من المناهج العبرية الرسمية وأصبح الشعار شعارًا وطنيًا غير رسمي. في إسرائيل في فترة ما بعد الحرب، كان سلوك اليهود خلال المحرقة يتعارض بشكل سلبي مع سلوك المدافعين عن مسعدة: تم تشويه سمعة الأولى لأنها ذهبت «مثل الأغنام إلى المذبحة» بينما تم الإشادة بالأخيرين بسبب معركة بطولية وحازمة.
بين عامي 1941 و 1945، قتلت ألمانيا النازية وحلفاؤها حوالي ستة ملايين يهودي، خلال الحرب العالمية الثانية في أوروبا، في إبادة جماعية أصبحت تعرف باسم المحرقة. كان أول استخدام لعبارة «لم يحدث مرة أخرى» في سياق المحرقة في أبريل 1945 عندما عرضها الناجون الذين تم تحريرهم حديثًا في محتشد اعتقال بوخينفالد بلغات مختلفة على لافتات يدوية. كتب علماءالدراسات الثقافية ديانا I. بوبيسكو وتانيا شولت انه كان هناك في البداية التمييز بين السجناء السياسيين، الذين استخدموا «أبدا مرة أخرى» كجزء من حربهم ضد الفاشية، واليهود الناجين، الذين كان اتجاهم «لن ننسى أبدا» مقتل أقاربهم ومجتمعاتهم المدمرة. يكتبون أن التمييز قد تم طمسه في العقود اللاحقة حيث تم تعميم المحرقة. وفقا للأمم المتحدة، تم تبني الإعلان العالمي لحقوق الإنسان في عام 1948 لأن «المجتمع الدولي تعهد بعدم السماح مرة أخرى» بفظائع الحرب العالمية الثانية، وتم تبني اتفاقية الإبادة الجماعية في نفس العام. يشير إريك صندكويست إلى أن «تأسيس إسرائيل استند إلى الأمر الزجري لتذكر تاريخ الدمار - تدمير معبدين، المنفى والمذابح، والمحرقة - ولضمان عدم تكرار مثل هذه الأحداث مرة أخرى». تم استخدام الشعار «لم يحدث مرة أخرى» على الكيبوتسات الإسرائيلية بحلول نهاية الأربعينيات، واستخدم في الفيلم الوثائقي السويدي مين كامبف عام 1961.

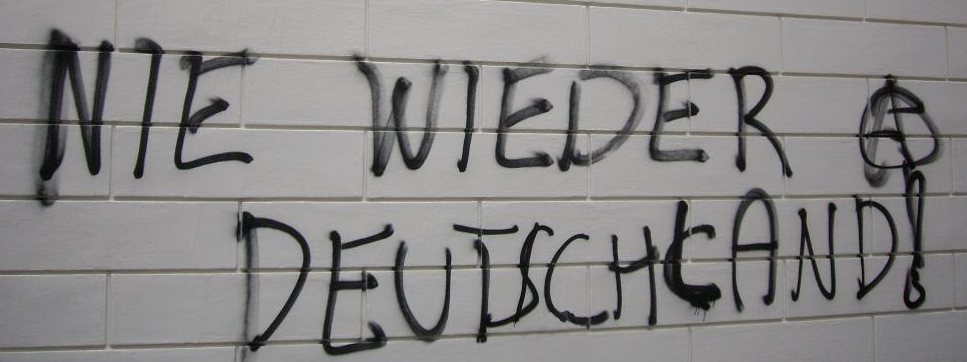
Never again Germany الكتابة على الجدران

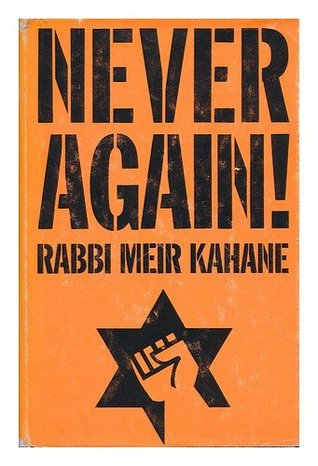
لن يحدث مطلقا مرة اخري! برنامج للبقاء (1972)

كان المعنى الأولي لهذه العبارة، الذي استخدمه أبا كوفنر وغيره من الناجين من المحرقة، خاصًا بالمجتمع اليهودي ولكن تم توسيع معنى العبارة لاحقًا إلى الإبادة الجماعية الأخرى. لا يزال الأمر محل جدل حول ما إذا كانت عبارة «لن تعود مرة أخرى» تشير في المقام الأول إلى اليهود («لن نسمح مرة أخرى لليهود بأن يكونوا ضحايا محرقة أخرى») أو ما إذا كان لها معنى عالمي («لن يسمح العالم مرة أخرى بحدوث إبادة جماعية في أي مكان ضد أي مجموعة»). ومع ذلك، يستخدمه معظم السياسيين بالمعنى الأخير. تُستخدم العبارة بشكل شائع في السياسة الألمانية ما بعد الحرب، ولكن لها معان مختلفة. وفقًا لأحد التفسيرات، لأن النازية كانت توليفة من الجوانب الموجودة مسبقًا للفكر السياسي الألماني وشكلًا متطرفًا من القومية العرقية، يجب رفض جميع أشكال القومية الألمانية. يجادل سياسيون آخرون بأن النازيين «يسيئون استخدام» المناشدات الوطنية وأنه يجب بناء هوية ألمانية جديدة.
وكتبت إيلين بوسمان عن هذه العبارة، «أن الماضي علي الرغم ما يحتويه من الإذلال، والتأكيد على الضحية السابقة، يمكن أن يؤدي إلى رغبة جماعية في إظهار القوة التي يمكن أن تتحول بسهولة إلى عنف». قام مئير كهانا، وهو حاخام يميني متطرف، ورابطة الدفاع اليهودية التابعة له، بتعميم العبارة. بالنسبة لكاهان وأتباعه، فإن عبارة «لا مرة أخرى» تشير بالتحديد إلى اليهود وضرورة مكافحة اللا سامية كانت دعوة للأسلحة تبرر الإرهاب ضد الأعداء المحتملين. تضمنت أغنية رابطة الدفاع اليهودية المقطع «إلى إخوتنا وأراملنا المذبوحين: / لن تسفك دماء شعبنا مرة أخرى بالماء، / ولن تسمع مثل هذه الأشياء مرة أخرى في اليهودية.» بعد وفاة كاهانا في عام 1990، قال شولوم كومي، رئيس اللجنة اليهودية الأمريكية «على الرغم من اختلافاتنا الكبيرة، يجب تذكر مئير كاهانا دائمًا بشعار» لا مرة أخرى أبدًا «، والذي أصبح بالنسبة للكثيرين صرخة معركة يهود ما بعد المحرقة.»

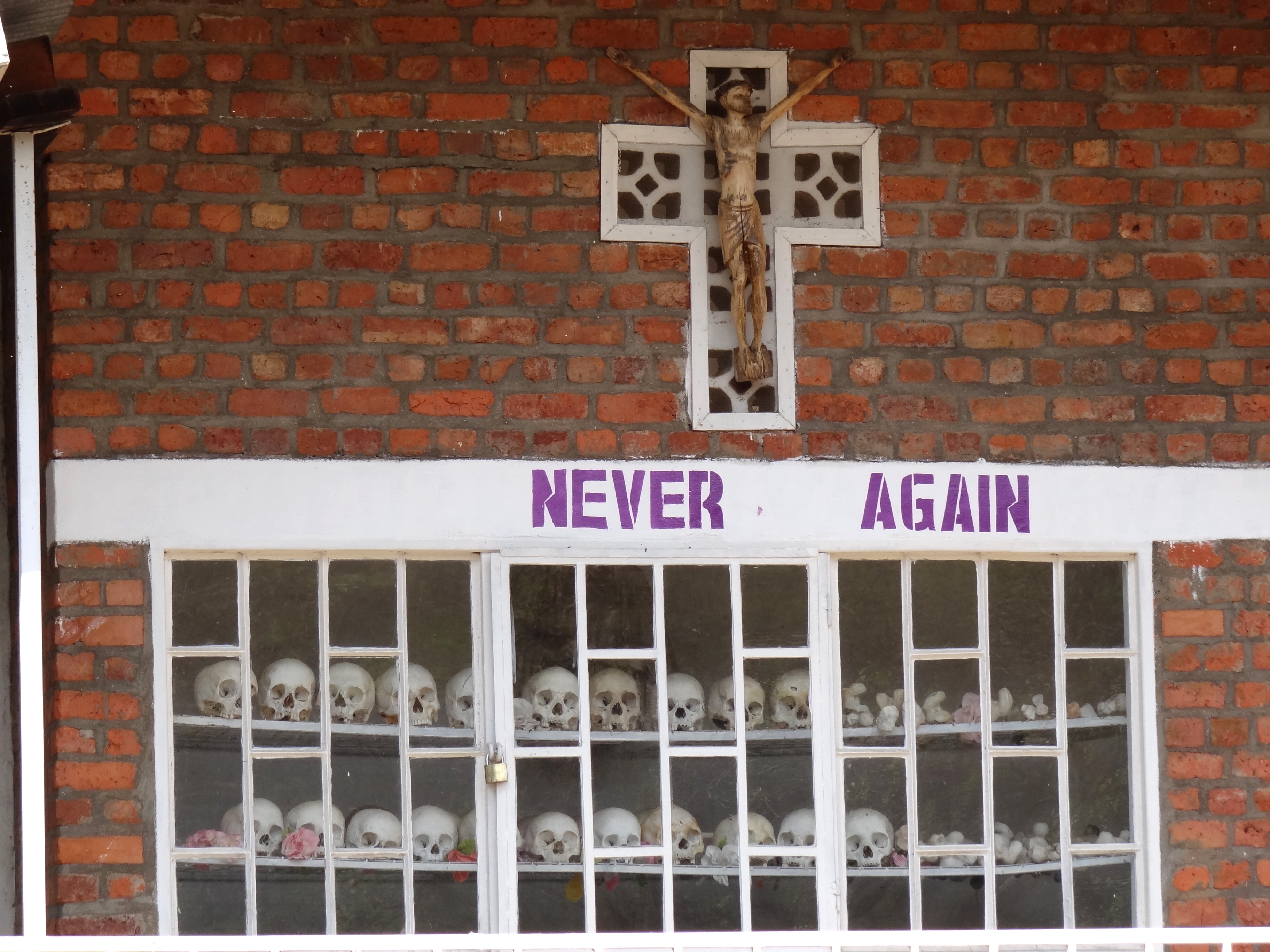
أبدا نصب تذكاري للإبادة الجماعية في رواندا

وفقا لآرون دورمان، "منذ المحرقة، تم تلخيص موقف المجتمع اليهودي من منع الإبادة الجماعية في الفلسفة الأخلاقية من خلال شعار " لن يحدث مرة أخرى ". ما يعنيه هذا هو أن اليهود لن يسمحوا لأن يكونوا ضحايا. تم استخدام العبارة في العديد من الاحتفالات الرسمية وتظهر في العديد من النصب التذكارية والمتاحف حول الهولوكوست،  بما في ذلك النصب التذكارية في معسكر إبادة تريبلينكا ومعسكر اعتقال داخاو،  وكذلك في إحياء ذكرى الإبادة الجماعية في رواندا.
وهي تستخدم على نطاق واسع من قبل الناجين من المحرقة والسياسيين والكتاب والمعلقين الآخرين، الذين يستشهدون بها لأغراض متنوعة. في عام 2012، كتب إيلي ويزل: "لا تعود أبدًا" أكثر من مجرد شعار: إنها صلاة، وعد، نذر   ...لن يحدث مرة أخرى تمجيد العنف الأساسي، القبيح، المظلم ". جعل متحف ذكرى الهولوكوست بالولايات المتحدة العبارة، بمعناها العالمي، موضوع أيام ذكرى 2013، وحث الناس على البحث عن "العلامات التحذيرية" للإبادة الجماعية.

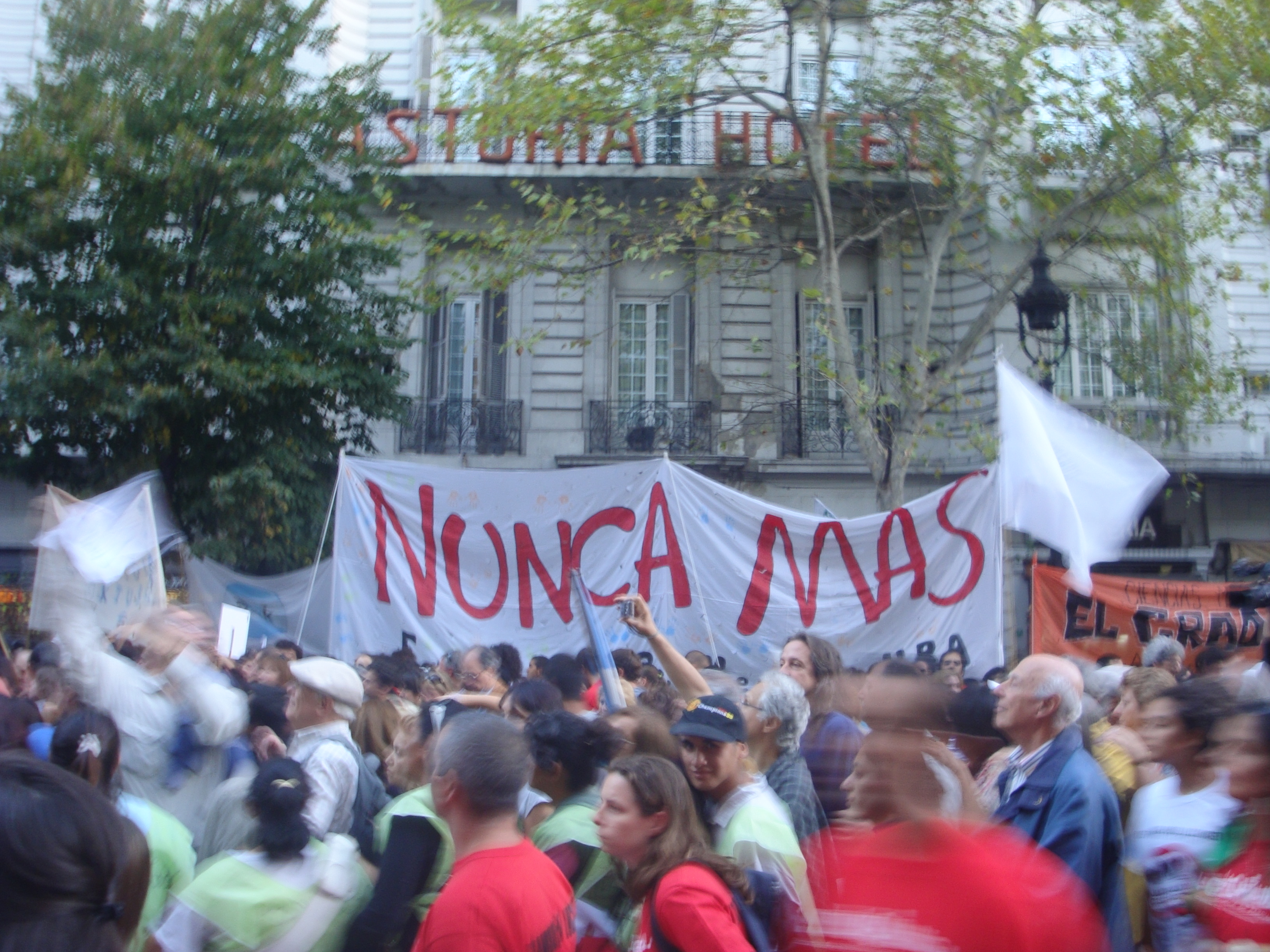
متظاهرون يحيون ذكرى انقلاب الأرجنتين عام 1976 في عام 2011.

في عام 2016، اقترح صموئيل توتن أن «التحذير القوي من خلال الشعار أصبح فكرة مبتذلة» لأنه يتم استخدامه بشكل متكرر حتى مع استمرار حدوث الإبادة الجماعية، وتميل إدانة الإبادة الجماعية إلى الحدوث فقط بعد انتهائها بالفعل. وأشار عدد متزايد من المعلقين إلى أن العبارة أصبحت فارغة ومفرطة في الاستخدام. وأشار آخرون، بما في ذلك أداما دينغ، إلى أن الإبادة الجماعية استمرت في الحدوث، ليس مرة واحدة فقط ولكن «مرارا وتكرارا» أو «مرارا وتكرارا» بعد الحرب العالمية الثانية.
ولقد وعد العديد من رؤساء الولايات المتحدة، بما في ذلك جيمي كارتر في عام 1979، ورونالد ريجان في عام 1984، وجورج إتش دبليو بوش في عام 1991، وبيل كلينتون في عام 1993، وباراك أوباما في عام 2011، بأن المحرقة لن تحدث مرة أخرى، وسيكون هذا الإجراء قريبًا وقف الإبادة الجماعية. ومع ذلك، وقعت الإبادة الجماعية خلال فترة رئاستهم: كمبوديا في قضية كارتر، والإبادة الجماعية للأنفال خلال رئاسة ريغان، والبوسنة لبوش وكلينتون، ورواندا في عهد كلينتون، والإبادة الجماعية لليزيديين لأوباما. كتب إيلي ويزل أنه إذا أيدت «أبدا مرة أخرى» «لن يكون هناك كمبوديا، ولا رواندا ولا دارفور ولا البوسنة.»  جادل Totten بأن العبارة لن تسترد جاذبيتها إلا إذا احتج بها «لا أحد سوى أولئك الذين جادين حقًا في منع محرقة أخرى».